# Ocyceros
Ocyceros är ett fågelsläkte i familjen näshornsfåglar inom ordningen härfåglar och näshornsfåglar: Släktet omfattar tre arter som förekommer i Indien, Nepal och Sri Lanka:
- Ghatsnäshornsfågel (O. griseus)
- Ceylonnäshornsfågel (O. gingalensis)
- Indisk näshornsfågel (O. birostris)